# Graaf Huyn College
Het Graaf Huyn College is een scholengemeenschap in Geleen met circa 1700 leerlingen en is ontstaan uit een fusie tussen Scholengemeenschap St. Michiel, Albert Schweitzer Scholengemeenschap, Scholengemeenschap Don Bosco en Mavo St. Anna. De naam van het college verwijst naar het adellijk geslacht Huyn dat in Geleen en omstreken haar leefgebied had.
De onderwijssoorten die worden gegeven zijn kaderberoepsgerichte leerweg, basisberoepsgerichteleerweg, mavo, havo, atheneum, gymnasium, technasium.
De school is gevestigd in Geleen-Zuid. 
- Het gebouw van de voormalige Scholengemeenschap St. Michiel is in 2001 gerenoveerd en uitgebreid met onder andere een groot open leercentrum. Ook is in dit gebouw de leer- en werkplaats van het Technasium gevestigd.

- Daarnaast ligt op het terrein een in 2002 nieuw gebouwd schoolgebouw, waarin de leerlingen van mavo-4 en alle leerlingen van de kader- en basisberoepsgerichte leerweg zijn gehuisvest.
- Ook heeft het Graaf Huyn College op eigen terrein de beschikking over 3 gymzalen, een sporthal die verdeeld kan worden in 3 aparte gymzalen en een aantal sportvelden op de buitenterreinen.